# Bordżomi (woda mineralna)

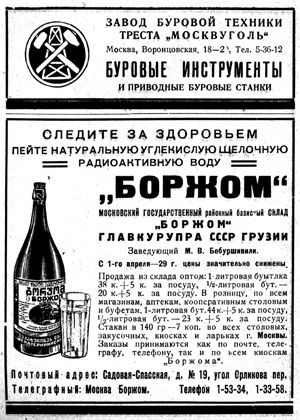
Etykieta z 1929 roku

Bordżomi (gruz. ბორჯომი, trl. Borjomi) — woda mineralna pochodząca z okolic Bordżomi w Gruzji.
Woda pochodzi ze źródła artezyjskiego wypływającego na wysokości 2300 m n.p.m. nad kurortem Bakuriani. Stamtąd transportowana jest rurociągiem do miasta Bordżomi, gdzie jest butelkowana.
Eksploatację wody rozpoczął w 1890 wielki książę Michał Romanow, on też rozwinął i rozreklamował uzdrowisko.

## Skład mineralny[1]
| Nazwa           | Wzór chemiczny | Zawartość [mg/l] |
| Kationy         | Kationy        | Kationy          |
| --------------- | -------------- | ---------------- |
| sodowy          | Na+            | 1000 - 2000      |
| wapniowy        | Ca2+           | 20 - 150         |
| magnezowy       | Mg2+           | 20 - 150         |
| potasowy        | K+             | 15 - 45          |
| Aniony          |                |                  |
| wodorowęglanowy | HCO3−          | 3500 - 5000      |
| chlorkowy       | Cl−            | 250 - 500        |
| siarczanowy     | SO42−          | <10              |
| Razem           | Razem          | 5000 - 7500      |